# Katrin Sass
Katrin Sass, a volte accreditata come Katrin Saß (Schwerin, 23 ottobre 1956), è un'attrice tedesca, vincitrice dell'Orso d'argento per la migliore attrice al Festival di Berlino 1982.

## Biografia
Nata a Schwerin, Katrin era la figlia minore della longeva attrice Marga Heiden e dell'impiegato Hans-Otto Saß. Nella sua autobiografia, l'attrice spiegò di aver scoperto da adulta di essere nata in realtà da una relazione extraconiugale di sua madre con un fotografo e attore del teatro del Meclemburgo-Pomerania Anteriore. Nello stesso libro, raccontò apertamente anche dei suoi problemi di alcolismo, con i quali combatté dall'età di diciannove anni e di cui parlò in pubblico a partire dal 2001.
Dal 1991 al 2007 fu sposata con il regista Siegfried Kühn.
Secondo l'attrice, durante il periodo della RDT, fu costretta a cambiare l'ortografia del suo cognome da Sass a Saß, in quanto il suo cognome originario era malvisto per via dell'assonanza con le abbreviazioni naziste SA e SS. Raccontò, inoltre, di essere stata spiata dalla sua migliore amica Sabine e da alcuni colleghi per conto della Stasi.
Katrin Sass cominciò a lavorare come telefonista e successivamente come sarta teatrale. Non superò il provino per l'Accademia d'arte drammatica di Berlino, ma venne presa in quella di Rostock, dove studiò per tre anni. Nei primi anni ottanta debuttò a teatro, esibendosi sui palchi di Francoforte sull'Oder, Halle e Lipsia.
All'età di ventitré anni debuttò al cinema come protagonista femminile del film drammatico Bis daß der Tod euch scheidet. Per la sua interpretazione nella pellicola Deposito per un anno, Katrin Sass venne premiata con l'Orso d'argento per la migliore attrice al Festival di Berlino 1982. L'attrice sostenne che per via di questo premio ricevuto nella Germania Ovest, non ottenne ingaggi cinematografici nella RDT nei successivi due anni. A partire dalla metà degli anni ottanta, tuttavia, divenne una delle attrici di punta della Deutsche Film AG e nel 1987 venne nominata "attrice dell'anno della RDT".
Dal 1993 al 1998 recitò nella serie televisiva Polizeiruf 110, nel ruolo dell'ispettrice capo Tanja Voigt. Fu licenziata dall'ORB, l'emittente televisiva che produceva la fiction, per via dei suoi problemi di dipendenza dall'alcool.
Tornata sul grande schermo, per la sua interpretazione nel film Heidi M., vinse il premio Lola alla migliore attrice nel corso del Deutscher Filmpreis del 2001. Nel 2003 ottenne il ruolo di Christiane in Good Bye, Lenin!, uno dei maggiori successi cinematografici tedeschi. Ottenne il premio del pubblico come migliore attrice agli European Film Awards 2003.
Fu tra i protagonisti della fiction Weissensee dal 2010 al 2015. Sempre in televisione, dal 2014 interpretò Karin Lossow, il personaggio principale della serie poliziesca Der Usedom-Krimi.
Nel gennaio del 2013, fu protagonista di un caso mediatico quando aggredì verbalmente il collega Peer Kusmagk in un salotto televisivo, scagliandosi contro di lui per la partecipazione ad un reality show. La rivista Stern bollò il comportamento dell'attrice come "arrogante maestria scolastica" e la paragonò a Klaus Kinski, noto per i suoi coloriti scatti d'ira.

## Filmografia

### Cinema

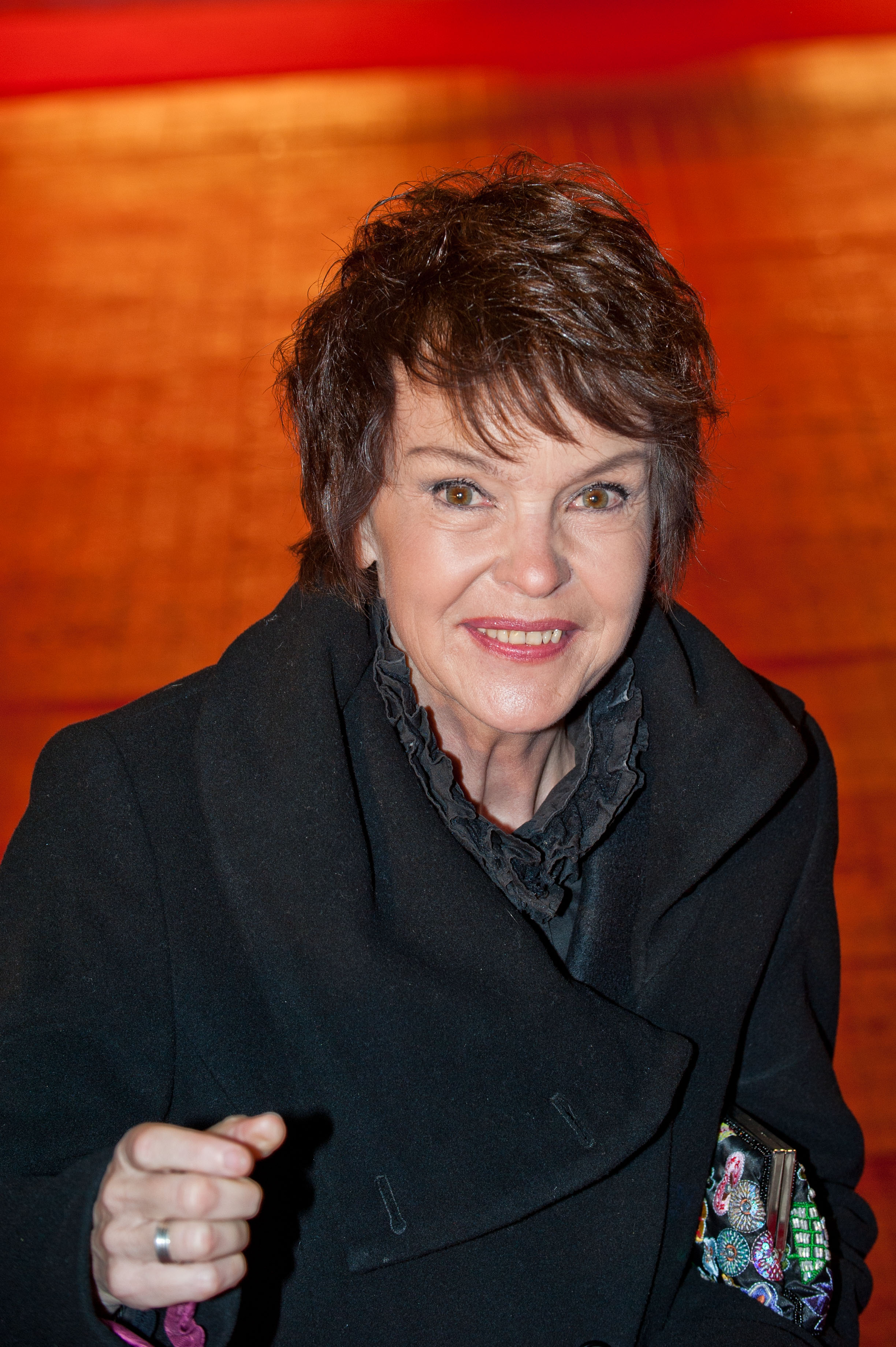
Katrin Sass al Festival di Berlino 2013.

- Bis daß der Tod euch scheidet, regia di Heiner Carow (1979)
- Die Schmuggler von Rajgrod, regia di Konrad Petzold (1980)
- La fidanzata (Die Verlobte), regia di Günter Reisch e Günther Rücker (1980)
- Deposito per un anno (Bürgschaft für ein Jahr), regia di Herrmann Zschoche (1981)
- Meine Frau Inge und meine Frau Schmidt, regia di Roland Oehme (1985)
- Ab heute erwachsen, regia di Gunther Scholz (1985)
- Das Haus am Fluß, regia di Roland Gräf (1986)
- Rabenvater, regia di Karl-Heinz Heymann (1986)
- Der Traum vom Elch, regia di Siegfried Kühn (1986)
- Fallada - letztes Kapitel, regia di Roland Gräf (1988)
- Zum Teufel mit Harbolla, regia di Bodo Fürneisen (1989)
- Heute sterben immer nur die anderen, regia di Siegfried Kühn (1991)
- Inge, April und Mai, regia di Gabriele Denecke e Wolfgang Kohlhaase (1993)
- Härtetest, regia di Janek Rieke (1998)
- Heidi M., regia di Michael Klier (2001)
- Good Bye, Lenin!, regia di Wolfgang Becker (2003)
- Babij Jar, regia di Jeff Kanew (2003)
- Mutterseelenallein, regia di Bernd Böhlich (2005)
- Warchild, regia di Christian Wagner (2006)
- Dammi la mano (Donne-moi la main), regia di Pascal-Alex Vincent (2008)
- Lulu & Jimi (Lulu Und Jimi), regia di Oskar Roehler (2008)
- Das letzte Schweigen, regia di Baran bo Odar (2010)
- Das Leben ist zu lang, regia di Dani Levy (2010)
- Sein letztes Rennen, regia di Kilian Riedhof (2013)
- Sweethearts, regia di Karoline Herfurth (2019)

### Televisione

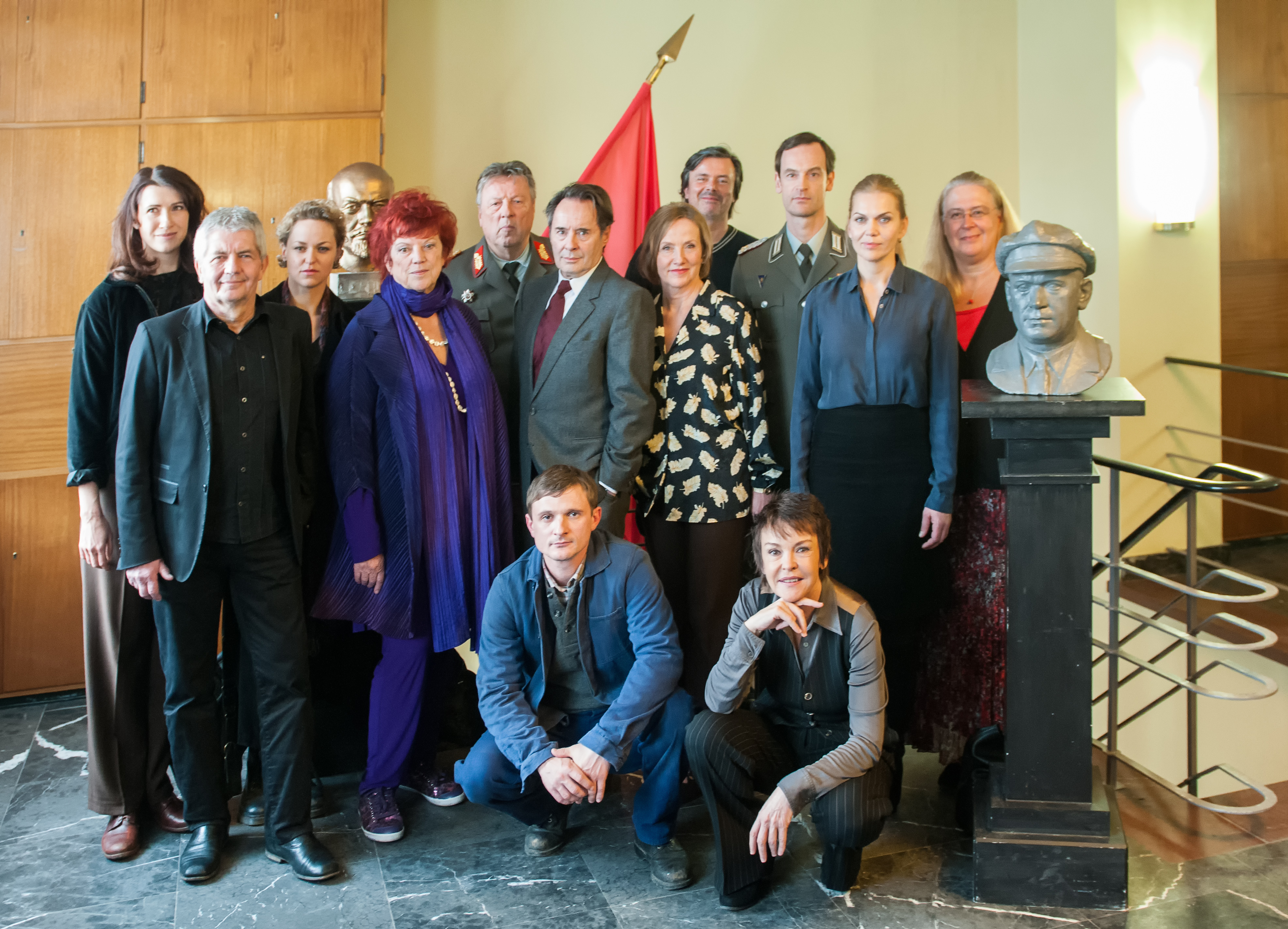
Katrin Sass (in basso a destra) con il cast della serie Weissensee.

- Chirurgus Johann Paul Schroth - Eine Geschichte aus den Anfängen der Charité - film TV (1981)
- Polizeiruf 110 - serie TV, 12 episodi (1981-1998)
- Zahl bar, wenn du kannst - film TV (1982)
- Familie Rechlin - film TV (1982)
- Nachhilfe für Vati - film TV (1984)
- Der Staatsanwalt hat das Wort - serie TV, 1 episodio (1985)
- Jugend ohne Gott - film TV (1991)
- Sie und Er - film TV (1992)
- Das große Fest - film TV (1992)
- Stunde der Füchse - film TV (1993)
- Tatort - serie TV, 9 episodi (1993-2008)
- Der Nachlaß - film TV (1994)
- Dreimal die Woche... - film TV (1994)
- Immenhof - serie TV, 2 episodi (1994)
- Un caso per due (Ein Fall für zwei) - serie TV, 2 episodi (1994-2001)
- Wolff, un poliziotto a Berlino (Wolffs Revier) - serie TV, 4 episodi (1995-2000)
- Achterbahn - serie TV, 1 episodio (1996)
- Peter Strohm - serie TV, 1 episodio (1996)
- Kurklinik Rosenau - serie TV, 1 episodio (1996)
- Ciao dottore! (Hallo, Onkel Doc!) - serie TV, 1 episodio (1998)
- Das vergessene Leben - film TV (1998)
- Ein Mann stürzt ab - film TV (1998)
- Sperling - serie TV, 1 episodio (1998)
- Klemperer - Ein Leben in Deutschland - serie TV, 5 episodi (1999)
- Für alle Fälle Stefanie - serie TV, 1 episodio (2000)
- Die Polizistin - film TV (2000)
- Verhängnisvolles Glück - film TV (2000)
- Die Männer vom K3 - serie TV, 1 episodio (2000)
- Ein tödliches Wochenende - film TV (2001)
- Die Cleveren - serie TV, 1 episodio (2001)
- Bella Block - serie TV, 1 episodio (2004)
- Problemzone Schwiegereltern - film TV (2004)
- Il commissario Voss (Der Alte) - serie TV, 5 episodi (2004-2010)
- Bloch - serie TV, 1 episodio (2005)
- Siska - serie TV, 2 episodi (2005-2008)
- Meine verrückte türkische Hochzeit - film TV (2006)
- Verschleppt - Kein Weg zurück - film TV (2006)
- Unter anderen Umständen - serie TV, 1 episodio (2006)
- Hochzeit um jeden Preis - film TV (2007)
- Heimweh nach drüben - film TV (2007)
- Il commissario Schumann (Der Kriminalist) - serie TV, 2 episodi (2007-2013)
- Donna Leon - serie TV, 1 episodio (2008)
- Stille Post - film TV (2008)
- Dell & Richthoven - serie TV, 4 episodi (2008)
- Die Freundin der Tochter - film TV (2009)
- Liebe verlernt man nicht - film TV (2009)
- KDD - Kriminaldauerdienst - serie TV, 1 episodio (2010)
- Blond bringt nix - film TV (2010)
- Der Doc und die Hexe - serie TV, 2 episodi (2010)
- Weissensee - serie TV, 18 episodi (2010-2015)
- Heiratsschwindler küsst man nicht - film TV (2012)
- Ultima traccia: Berlino (Letzte Spur Berlin) - serie TV, 1 episodio (2013)
- Der Usedom-Krimi - serie TV, 22 episodi (2014-2023)
- Block B - Unter Arrest - serie TV, 10 episodi (2015)
- Das deutsche Kind - film TV (2017)
- Harrys Insel - film TV (2017)
- Dogs of Berlin - serie TV, 8 episodi (2018)

## Riconoscimenti
- Festival internazionale del cinema di Berlino
  - 1982 - Orso d'argento per la migliore attrice per Deposito per un anno
  - 2005 - Berlinale Kamera

- Bambi
  - 2003 – Premio per Good Bye, Lenin!

- European Film Awards
  - 2003 – Candidatura alla miglior attrice per Good Bye, Lenin!
  - 2003 – Premio del pubblico alla migliore attrice per Good Bye, Lenin!

- Deutscher Filmpreis
  - 1992 – Candidatura al Lola alla migliore attrice per Heute sterben immer nur die anderen
  - 2001 – Lola alla migliore attrice per Heidi M.
  - 2003 – Candidatura al Lola alla migliore attrice per Good Bye, Lenin!

- Deutscher Fernsehpreis
  - 1999 – Migliore attrice non protagonista per Sperling
  - 2011 – Migliore serie per Weissensee

- Golden Camera
  - 1999 – Candidatura alla migliore attrice per Der Usedom-Krimi